# سادیو سنخاره
سادیو سنخاره (انگلیسی: Sadio Sankharé؛ زادهٔ ۹ ژوئیهٔ ۱۹۸۱) بازیکن فوتبال اهل فرانسه است.
از باشگاه‌هایی که در آن بازی کرده‌است می‌توان به باشگاه فوتبال پاریس و باشگاه فوتبال نیم المپیک اشاره کرد.